# Safiya Bukhari
Safiya Bukhari (nascuda com Bernice Jones; 1950 al Bronx – 24 d'agost de 2003) fou una presonera política negre estatunidenca que fou membre dels Partit dels Panteres Negres. També fou cofundadora de la Coalició Free Mumia Abu-Jamal, del Moviment Jericho a favor dels presos polítics i els presoners de guerra dels Estats Units i vicepresidenta de la República de Nova Àfrica.

## Infància i joventut
Va néixer a el Bronx el 1950, filla d'una família cristiana de classe mitjana. A la universitat fou quan es va significar políticament. En un viatge de la seva germandat va conèixer un membre de les Panteres Negres que els va proposar ser voluntaris del programa d'esmorzar gratuït pels infants.

## Partit dels Panteres Negres i l'Exèrcit d'Alliberament Negre
Juntament amb algunes de les companyes de la seva germandat, Bukhari va començar a fer de voluntària del programa d'esmorzar gratuït. Va ser llavors quan va descobrir que la policia estenia rumors de que els Panteres Negres enverinaven el menjar dels infants. El 1969 va veure com un policia assetjava un membre dels Panteres Negres quan estava repartint fulls volants a Times Square. Quan li va dir a l'agent que l'activista tenia dret a difondre literatura negra, fou arrestada. Segons ella mateixa, això va provocar que s'adherís al partit dels Black Panthers.
Va començar a treballar a l'oficina del partit de Harlem, a on va ser l'encarregada d'informació i comunicacions de l'organització política de la costa est. Bukhari fou crítica amb el tractament de les dones al partit. El 1969 va néixer la seva filla, Wonda Jones, el pare de la qual, Robert Webb, fou assassinat durant l'escissió del partit. El 1971 es va convertir a l'islam.

## Arrest i empresonament
El 25 de gener de 1975, Bukhari va ser capturada després d'un tiroteig a Norfolk, en el que va morir un amic seu. Tot i que tenia permís de portar una arma de foc en públic, va ser acusada de possessió il·legal d'arma, intent d'homicidi i d'intent de robatori. El seu advocat no va poder participar en l'elecció del jurat i ella no va poder assistir al seu judici. Va ser sentenciada a 40 anys de presó. Bukhari va ser enviada a la presó de dones de Virgínia, on fou considerada la presa més perillosa.
Tot i que necessitava tractaments quirúrgics, el personal de la presó li van negar. Durant el cap d'nay de 1976, Bukhari va intentar fugir després de patir freqüents hemorràgies durant un mes sense que fos visitada per cap metge. Dos mesos després fou arrestada i retornada a la mateixa presó.
Mentre estava a la presó, Bukhari i altres internes van fundar un programa Mothers Inside Loving Kids (MILK) per a prevenir contra la separació dels fills de les seves mares preses. Bukhari va denunciar el sistema de presons pel tracte cruel que patia per ser dona negra, cosa que contravenia la igualtat davant la llei. L'agost de 1983, va ser alliberada on parole amb la condició de que no es tornés a associar amb els Panteres Negres i la BLA.

## Vida tardana
El 1984, Bukhari es casà amb l'anarquista Ashanti Alston. Va treballar com a treballadora social a la Societat d'Ajut Legal.
Bukhari va continuar políticament activa després de la seva alliberació. El 1992, va ajudar a formar el capítol de Nova York de la Coalició Free Mumia Abu-Jamal. El 1998 va ajudar a coordinar el Jericho March i el Ral·li pels Presos Polítics i els Presos de Guerra a Washington DC. Va estar involucrada amb el Malcolm X Grassroots Movement i va conduir el programa de ràdio Where We Live juntament amb Sally O'Brien a l'emisora WBAI sobre els presos.
Bukhari fou vicepresidenta de la República de Nova Àfrica, un govern provisional que treballa per formar una nació negra composta de Carolina del Sud, Geòrgia, Alabama, Mississipi i Louisiana, els «estats construïts pels negres esclaus».
El 24 d'agost de 2003, Bukhari morí d'un atac de cor al North Shore University Hospital de Queens, Nova York. Després de la seva mort, Abu-Jamal va dir des de la presó que «havia set una verdadera revolucionària, pacient, constant, disciplinada i determinava a la que Guevara sentia una gran estimació».
La seva filla, Wonda Jones, va publicar de forma pòstuma les seves obres que va recopilar amb l'ajuda de Laura Whitehorn. Els seus escrits van conformar el llibre de 2010 The War Before: The True Life Story of Becoming a Black Panther, Keepint the Faith in Prison and Fighting for Those Left Behind.